# To all the girls I've loved before
To all the girls I've loved before is een lied geschreven door Albert Hammond (muziek) en Hal David (tekst). Hammond schreef het voor zijn eigen album 99 Miles from L.A. uit 1975. Daarna bleef het een tijdje stil rond dit liedje. In de jaren tachtig verscheen een aantal covers van een aantal beroemde artiesten zoals Bobby Vinton , Paul Mauriat en Shirley Bassey. Die laatste paste de tekst aan naar To all the men I've loved before. Alanis Morissette maakte er To all the boys I've loved before van. De meeste inkomsten kregen Hammond en David echter uit een countryversie van Julio Iglesias in duet met Willie Nelson.
Uit Nederland kwam ook een aantal covers:
- een duet van Albert West en Hammond
- een duet van Frans Bauer en Iglesias uit 1997, gezongen tijdens het TROS-muziekprogramma Let's Make Music en nogmaals vertoond in de muziekspecial op Curaçao
- een duet van Jan Smit en Iglesias uit 2013, beschikbaar op de B-kant van Jans single Leeg om je heen
- Simone Kleinsma en André Hazes zongen het als De hoge C
- Ben Steneker en Henk Wijngaard zongen het als Aan elke vrouw waar ik eens van hield.

In 1987 kwam de titel terug als aflevering 138 van Cheers

## Iglesias en Nelson
Julio Iglesias nam zijn album 1100 Bel Air Place op. Daarop verscheen een tiental covers waarvan Hammond er vijf had (mee)geschreven. Op dat album staat bijvoorbeeld ook The air that I breathe. Hammond trad ook op als medemuziekproducent. Voor To all the girls schakelde Iglesias Willie Nelson in. Zij zongen het in een arrangement van Nicky Hopkins. Het bleek een voltreffer want door de goede verkopen kwam de loopbaan van Iglesias ook in Engelssprekende landen van de grond, al zij het voor kort. Diverse instellingen op countrymuziekgebied in de Verenigde Staten benoemden het tot single dan wel lied van het jaar.

### Hitnotering
To all the girls I’ve loved before haalde in bijna elk Westers land de hitparade. In sommige landen stootte de single door naar de eerste plaats. In Engeland bleef het tijdens twaalf weken steken op plaats zeventien in de UK Singles Chart. In Nederland werden Iglesias en Nelson gestuit door Lionel Richies Hello en Danny de Munk met Ik voel me zo verdomd alleen. De plaat was op donderdag 15 maart 1984 TROS Paradeplaat op Hilversum 3 en behaalde de 3e positie in de Nederlandse Top 40 en de Nationale Hitparade.

#### Nederlandse Top 40
| Positie: | 25 | 13 | 6 | 3 | 3 | 3 | 5 | 11 | 19 | 30 | uit |

#### Nationale Hitparade
| Positie: | 31 | 5 | 3 | 3 | 3 | 4 | 6 | 10 | 14 | 23 | 44 | uit |

#### BelgischeBRT Top 30
| Positie: | 17 | 17 | 10 | 5 | 3 | 2 | 2 | 2 | 1 | 3 | 11 | 12 | 18 | uit |

#### VlaamseUltratop 30
| Positie: | 19 | 15 | 9 | 4 | 2 | 2 | 2 | 2 | 1 | 2 | 9 | 16 | 24 | uit |

#### NPO Radio 2 Top 2000
To all the girls I've loved before stond alleen in 2006 in de NPO Radio 2 Top 2000, op plek 1756.